# Teresa Palmer
Teresa Edwina Palmer (Adelaide, 26 de fevereiro de 1986) é uma atriz e modelo australiana. Uma proeminente Rainha do grito, ela é conhecida por seus papéis em filmes de terror , bem como projetos de outros gêneros na Austrália e nos Estados Unidos. Trabalhou em diversos filmes, entre eles, The Grudge 2 e December Boys, ao lado de Daniel Radcliffe. Em 2008 trabalhou com Adam Sandler no filme Bedtime Stories. Atuou em O Aprendiz de Feiticeiro ao lado de Nicolas Cage e Jay Baruchel. Em 2011 foi a personagem "Número 6" no filme de ficção científica I Am Number Four.
Em 2013 atuou em Warm Bodies com Nicholas Hoult. Fez a personagem Tori Frederking em Take Me Home Tonight ao lado do seu ex-namorado Topher Grace. Casou-se com o diretor Mark Webber em 21 de dezembro de 2013 no México. Eles têm quatro filhos juntos: Bodhi Rain Palmer, nascido em 17 de fevereiro de 2014, Forest Sage Palmer, nascido em 12 de dezembro de 2016,  Poet Lake Palmer, nascida a 12 de abril de 2019 e Prairie Moom , nascida em 2021.

## Filmografia
| Ano       | Filme                                | Personagem        |
| --------- | ------------------------------------ | ----------------- |
| 2005      | Wolf Creek: Viagem ao Inferno        | Felicia           |
| 2006      | 2:37 - É Só Uma Questão de Tempo     | Melody            |
| 2006      | O Grito 2                            | Vanessa           |
| 2007      | Um verão para toda vida              | Lucy              |
| 2008      | Aprisionados                         | Dale              |
| 2008      | Um Faz de Conta que Acontece         | Violet Nottingham |
| 2010      | O Aprendiz de Feiticeiro             | Becky             |
| 2011      | Eu Sou o Número Quatro               | Número 6          |
| 2011      | Uma Noite Mais que Louca             | Tori Frederking   |
| 2011      | Wish You Were Here                   | Steph McKinney    |
| 2012      | Bear                                 | Emelie            |
| 2012      | Por Amor e Honra                     | Candace           |
| 2013      | Meu Namorado É um Zumbi              | Julie Grigio      |
| 2013      | Cavaleiro de Copas                   | Karen             |
| 2014      | Parts Per Billion                    | Anna              |
| 2014      | Cut Bank - Assassinato por Encomenda | Cassandra Steeley |
| 2015      | Mate-me Mais Uma Vez                 | Lucy              |
| 2015      | Caçadores de Emoção: Além do Limite  | Samsara           |
| 2016      | Quando as luzes se apagam            | Rebeca            |
| 2016      | A Escolha                            | Gabby             |
| 2016      | Até o Último Homem                   | Dorothy Schutte   |
| 2016      | Polícia em Poder da Máfia            | Michelle Allen    |
| 2017      | A Síndrome de Berlim                 | Clare             |
| 2017      | 2:22 - Encontro Marcado              | Sarah             |
| 2017      | King: Uma História e Vingança        | Kelly             |
| 2018-2022 | A Discovery of Witches               | Diana Bishop      |